# 韦景骏
韦景骏（？—？），雍州万年（今陕西西安）人，唐代官员。

## 生平
司农少卿韦弘机之孙。早年以明经中舉，神龙年間，历官肥乡（今河北大名县东）令。當地濒临漳水，常苦於水患。景骏勘察地势，增築堤防，為他們解決水患。時河北大飢，景骏親自巡撫貧弱，“必通赡恤，贫弱独免流离”。又有母子相訟者，景駿說，自己從小就是孤兒：“令少不天，常自痛。”你们有如此福氣，却不珍惜。景骏講到嗚咽流涕，並授予《孝經》。於是母子感悟，請自新。。歷官赵州长史。後來擔任房州刺史，“州帶山谷，俗參蠻夷，好淫祀而不修學校。景駿始開貢舉，悉除淫祀。”韦景骏有六子，韋述，韋迪，韋起，韋逌，韋巡，韋冰。